# René Dubois
René Dubois (* 29. Dezember 1908 in Le Locle; † 23. März 1957 in Bern) war ein Schweizer Bundesanwalt, der während seiner Amtszeit (1955–1957) durch Suizid starb.

## Leben
René Dubois erhielt 1934 das Fürsprecherpatent des Kantons Bern. 1949 wurde er zum Chef des Rechtsdienstes und zum Stellvertreter des schweizerischen Bundesanwalts gewählt. In dieser Funktion ermittelte er in mehreren Affären. 1955 wurde er als erster Sozialdemokrat vom Bundesrat zum Bundesanwalt gewählt. Im Zusammenhang mit einem kurz vor der Aufdeckung stehenden Spionageskandal, in den er ohne sein Wissen selbst verstrickt wurde, beging er an seinem Wohnort Suizid. Die Affäre löste  national und international Aufsehen aus.